# Пуэрто-де-ла-Крус (маяк)
Маяк Пуэрто-де-ла-Крус (исп. Faro de Puerto de la Cruz) — действующий маяк на севере канарского острова Тенерифе, в муниципалитете Пуэрто-де-ла-Крус.

## История
Строительство маяка было завершено в 1995 году в рамках третьего плана обеспечения безопасности судоходства, составленного в 1980-х годах и предусматривавшего необходимость установки новых маяков в ряде мест на Канарских островах.
Конструкция маяка представляет собой металлическую каркасную башню высотой 27 метров из стали темного цвета, включающей центральное ядро с открытыми лестничными пролетами, которые ведут к вершине башни. Фокусная высота маяка 31 метр над уровнем моря, видимость 16 морских миль. Световая характеристика огня белого цвета — группо-проблесковый, 2 вспышки с интервалом семь секунд.
Маяк обслуживается администрацией порта провинции Санта-Крус-де-Тенерифе. Он зарегистрирован под международным номером Адмиралтейства D2833 и имеет идентификатор NGA 113–23842.